# 손빈병법

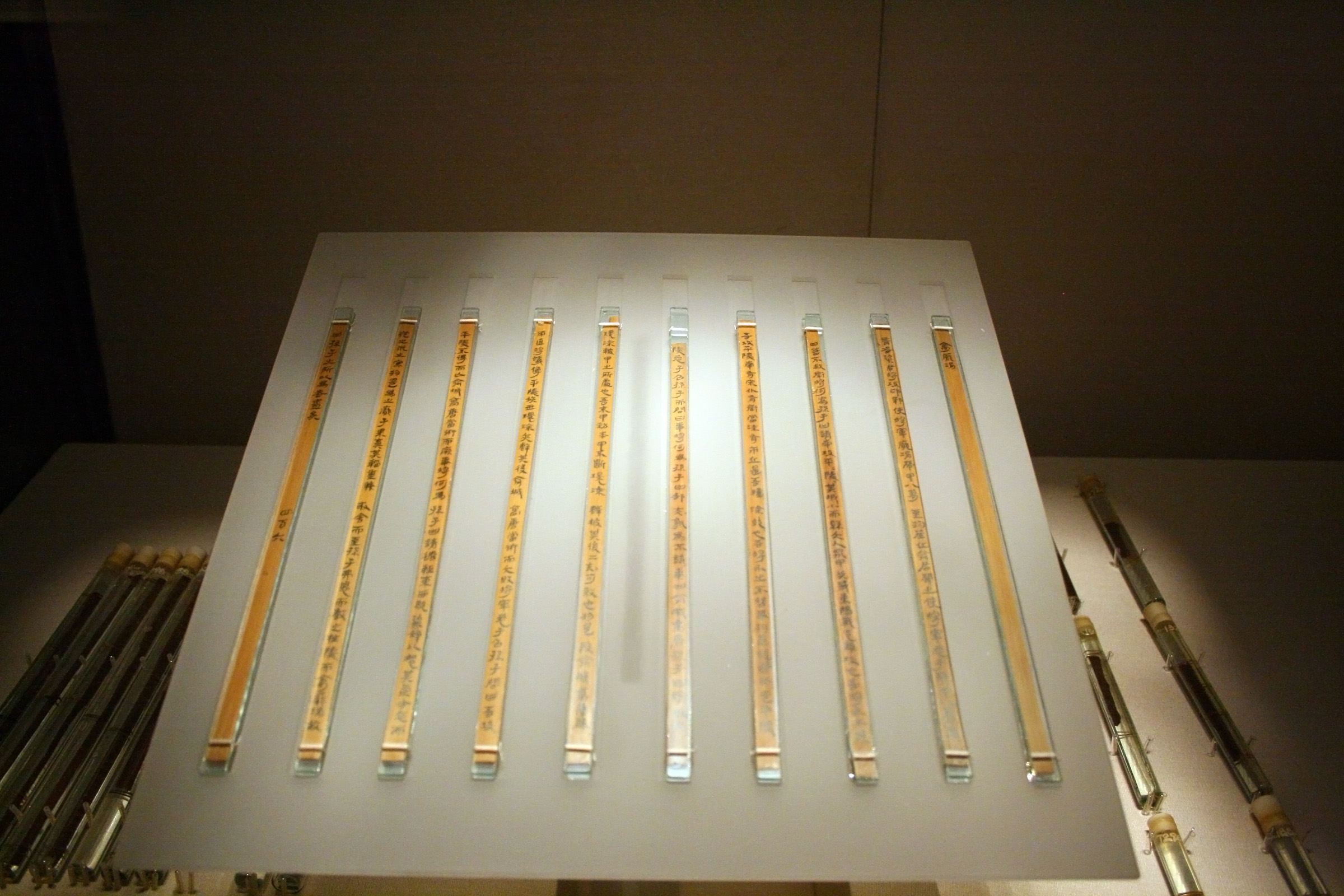

손빈병법(孫臏兵法, 영어: Sun Bin's Art of War)은 기원전 4세기 무렵 중국 전국시대의 제나라 장수 손빈(孫臏)이 저술한 병법서이다. 또 다른 명칭으로 제손자병법(齊孫子兵法)으로도 불린다. 덧붙여 1972년 발견 이전에 이른바 손자(孫子)의 병법서에 대해서, 손무(孫武)가 저술 했다는 설과 손빈(孫臏)이 저술 했다는 설이 존재하고 있었지만, 손빈병법(孫臏兵法)이 발견되어, 손자병법은 손무가 저술했고, 손빈이 따로 손빈병법을 저술한 것이 확인되었다.

## 발견 경위
1972년 4월 중화인민공화국의 산둥성(山東省)에서 한나라 시대의 무덤이 두 개가 발굴되었다. 즉시 산둥성 박물관(山東省博物館)으로부터 온 전문가가 검증하였다. 후에 은작산 한나라무덤(銀雀山漢墓)라고 칭해지게 되는 이 장소에서 발견된, 죽간으로 된 다수의 서적 중에서 죽간중에 손빈병법이 발견되었다. 서적과 동시에 발굴된 고전(古銭)의 모습과 및 동시에 발굴된 한 무제 원광 원년 역보(漢武帝元光元年歷譜)있었고, 연대가 대체로 기원전 134년에서 기원전 118년으로 추정되었다.

## 손빈 병법의 구성
손빈병법은 한서예문지(漢書藝文志)에는 89편으로 구성되어 있다고 기록이 있지만, 그 후에 한나라시대 이후부터 수당시대 사이에서 실전되었고, 그 뒤에 손빈병법의 실존여부를 의심하다가, 그 이후에 은작산에서 손빈병법이 발견되었다. 발견된 죽간본 손빈병법에는 죽간(竹簡)이 440매, 전30편으로 구성되어 있다. 발견된 원문에는 21편의 편명이 남아 있지만, 9편의 편명은 남아있지 않았다. 그리고, 나머지 부분인 59편이 발견되지 않아 나머지 편목이 어떤 내용인지는 알 수 없다.
- 손빈병법 상권

1. 금방연(擒龐涓)
2. [견위왕](見威王) - 편명이 남아 있지 않아서 앞문장단어로 편명으로 임시로 정했다.
3. 위왕문(威王問)
4. 진기문루(陳忌問壘)
5. 찬졸(簒卒)
6. 월전(月戰)
7. 팔진(八陣)
8. 지보
9. 세비(勢備)
10. [병정](兵情) - 편명이 남아 있지 않아서 임시로 정한 편명이다.
11. 행찬(行簒)
12. 살사(殺士)
13. 연기(延氣)
14. 관일(官一)
15. [강병](強兵) - 편명이 남아 있지 않아서 임시로 정한 편명이다.

- 손빈병법 하권

1. 십진(十陣)
2. 십문(十問)
3. 약갑(略甲)
4. 객주인분(客主人分)
5. 선자(善者)
6. 오명오공(五明五恭)
7. [병실](兵失)
8. 장의(將義)
9. [장덕](將德)
10. 장패(將敗)
11. [장실](將失)
12. [웅빈성](雄牝城)
13. [오도구탈](五度九奪)
14. [적소](積疏)
15. 기정(奇正)